# Vishvarupa

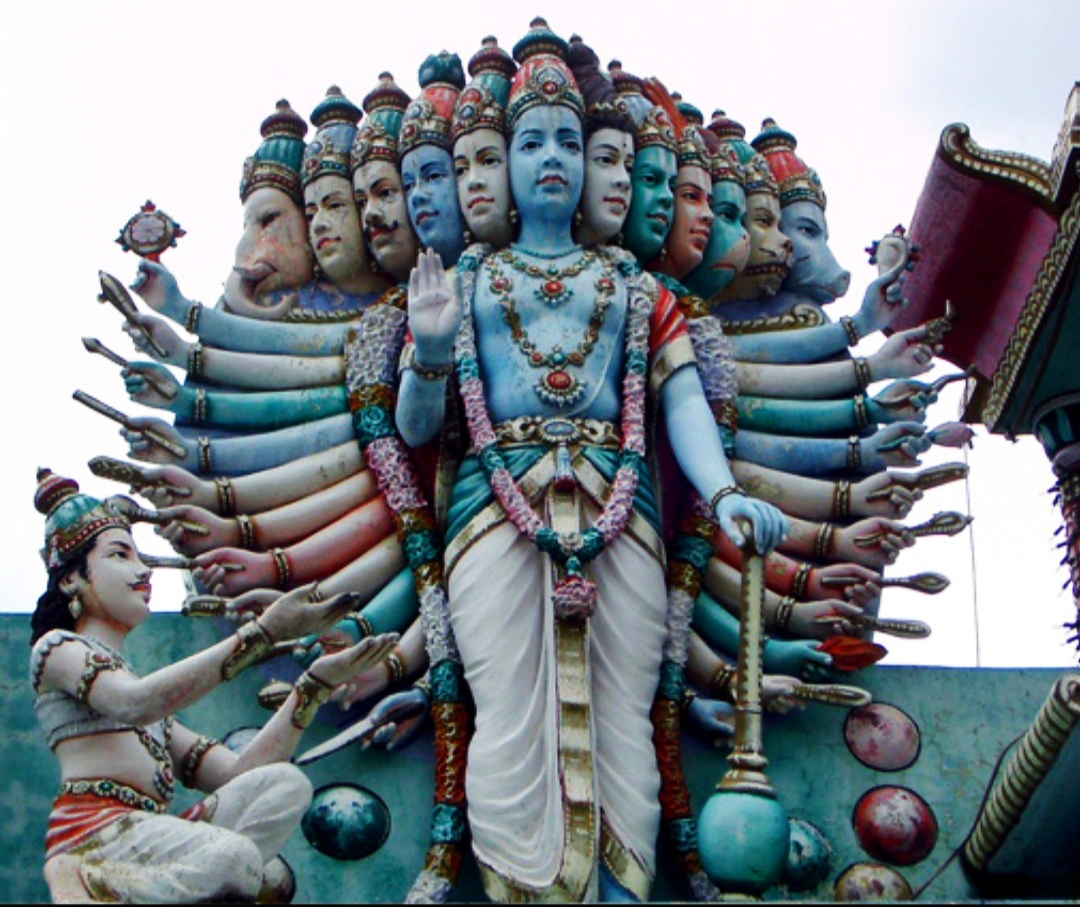
Krishna, sous la forme Vishvarupa, apparaît à Arjuna.

Vishvarupa (sanskrit IAST : viśvarūpa ; de viśva, « tout, universel, omniprésent » et rūpa, « forme, apparence ») est le terme utilisé pour désigner une divinité multiforme dans la mythologie hindoue.

## Mythes
Son origine remonte au Rig-Véda dans lequel il est l'épithète de Trishiras, le fils à trois têtes de Tvashtri. Tout comme Agni, dieu du feu sacrificiel et du foyer, Vishvarupa est un brahmane qui assume la fonction de purohita. Comme lui, il se partage entre les dieux et les asuras. Chapelain des dieux, il les trahit au profit des asuras, ce qui explique sa punition par Indra.
Dans le Rigveda, Vishvarupa est le gardien des vaches. Indra entre en conflit avec lui et sort victorieux du combat. Aptya (un allié d'Indra) tue Vishvarupa qui est plus tard décapité par Indra. Un autre verset indique qu'Indra a volé le bétail de Vishvarupa et l'a libéré. Le Brihaddevata raconte que Vishvarupa est le fils de Tvashtri et de son épouse asura, et le jumeau de Saranyu. Il est envoyé par les démons pour devenir le prêtre des devas, désireux de les détruire. Indra soupçonne ses intentions et le décapite. Ses trois têtes se transforment en trois oiseaux différents.
Il apparaît plus tard dans la Bhagavad-Gita à Arjuna comme une manifestation de Vishnou sous les traits de Krishna,  : « Je te vois avec des bras, des poitrines, des visages et des yeux sans nombre, avec une forme absolument infinie. Sans fin, sans milieu, sans commencement, ainsi je te vois, Seigneur universel, forme universelle ».

## Interprétations
Le meurtre du fils de Tvashtri, le monstre Vishvarupa, par Trita Aptya repose sur un mythe indo-iranien commun avec celui du dragon Azi Dahaka par Thraetaona. Les deux monstres, l'iranien et l'indien, partagent les mêmes attributs physiques : ils ont trois têtes et six yeux. Le monstre indien élevait des vaches, qu'Indra a emportées dans Rig-Véda 10.8.9
Ce mythe commun indo-iranien a été comparé, depuis près d'un siècle au moins, à la légende grecque du dixième travail d'Héraclès, le vol du bétail de Géryon.

## Iconographie

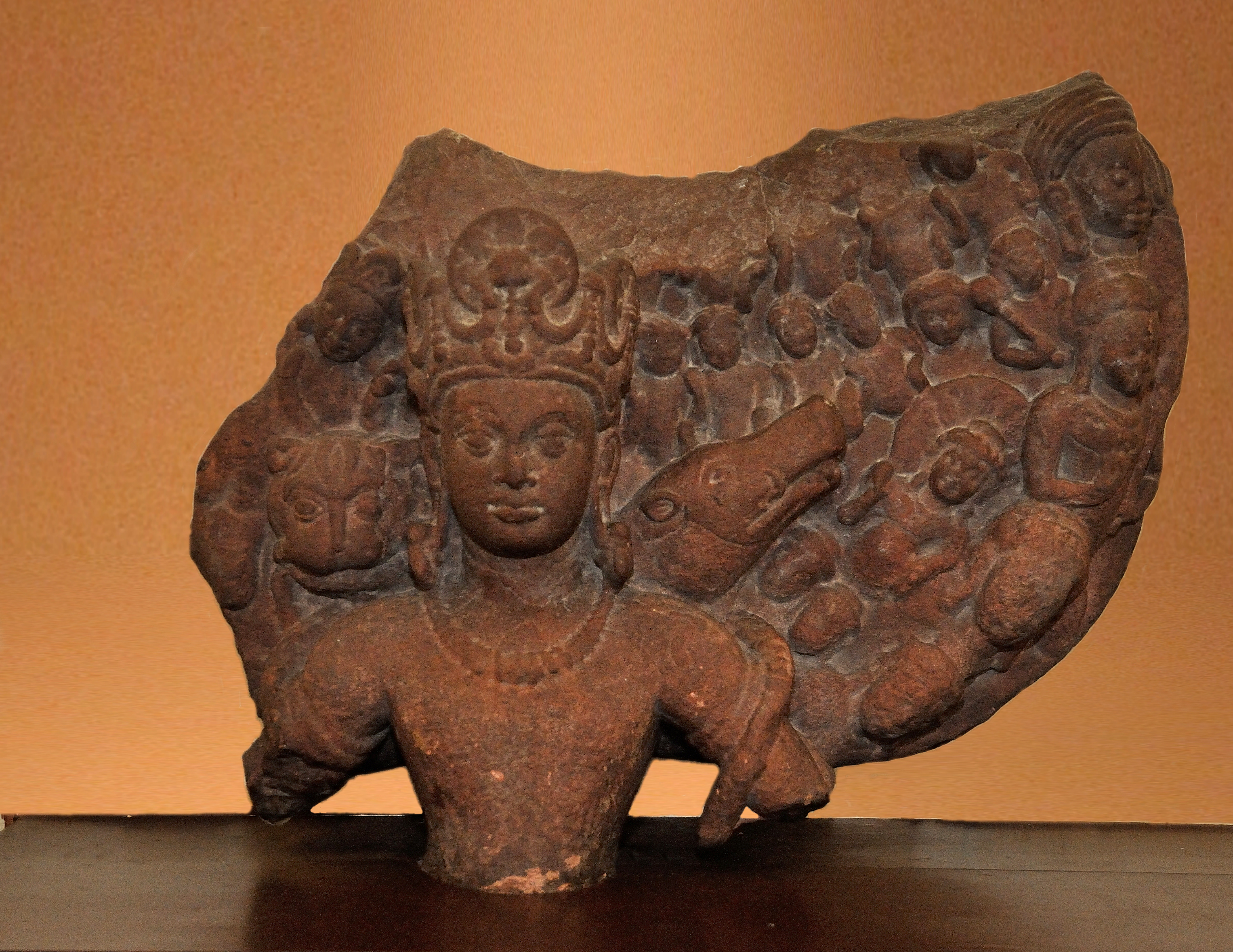
Vishnou Visvarupa : Vishnou en créateur cosmique à trois têtes, montrant Vishnou à tête humaine, flanqué de ses avatars (tête de lion pour Narasimha, museau de sanglier pour Varaha), avec une multitude d'êtres sur son auréole, symbole des émanations résultant de sa puissance créatrice. Ve siècle de notre ère, Art de Mathura

L'iconographie a considérablement évolué au cours des siècles. C'est à l'époque de l'Empire kouchan, à Mathura, qu'on peut trouver les premières compositions qui regroupent en une seule image de multiples manifestations divines. Une représentation populaire aujourd'hui en Inde est celle d'une divinité à multiples têtes et bras.